# Efekt Flynna
Efekt Flynna – wzrost ilorazu inteligencji obserwowany od początku XX wieku w państwach zachodnich, o ok. 0,3 punktu rocznie lub trzech punktów w ciągu dekady.

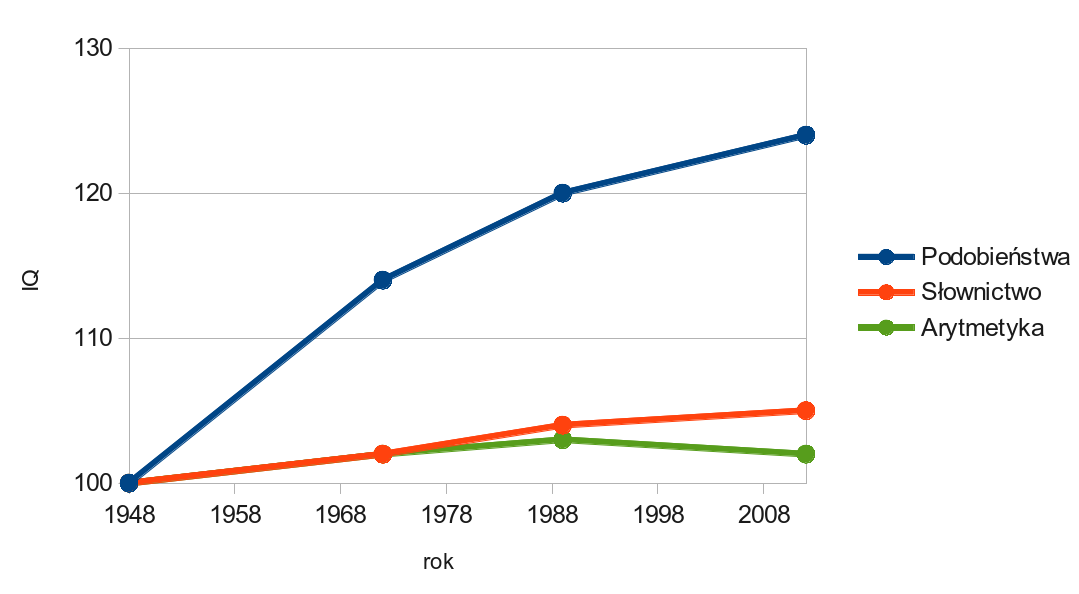
Wykres obrazujący efekt Flynna na różnych obszarach testów na inteligencję.

Efekt ten zauważył w 1984 roku James R. Flynn z University of Otago w Nowej Zelandii, po przeanalizowaniu wyników testów z 14 krajów, przeprowadzonych od początku XX wieku. Obserwowany wzrost jest monotoniczny, prawie liniowy. Joseph Rodgers z University of Oklahoma dokonał analizy wyników trzynastu tysięcy testów wykonanych przez amerykańskich studentów która pokazała, że efekt Flynna jest widoczny także w małej skali czasowej, rzędu dwunastu miesięcy. 
Szczegółowe analizy wyników testów na inteligencję pokazały, że wzrost następuje prawie wyłącznie w tych obszarach, gdzie zadania wymagają abstrakcyjnego myślenia, gdy należy znaleźć podobieństwa łączące wiele obiektów ze zbioru lub odnaleźć powiązania figur geometrycznych. Niezmienne pozostają wyniki zadań językoznawczych oraz opartych na wiedzy ogólnej. Wyniki z zadań arytmetycznych nawet nieco się obniżyły od czasu rozpowszechnienia się kalkulatorów.

## Różnice płciowe
Na początku stulecia kobiety osiągały średnie wyniki o około 5 punktów niższe niż mężczyźni, jednak według badania opublikowanego w 2011 roku, w którym Flynn przeanalizował pochodzące z lat 1984-2000 wyniki testu matryc Ravena w pięciu nowoczesnych państwach, różnica ta zniknęła i kobiety osiągnęły wynik średnio o pół lub o cały punkt wyższy niż mężczyźni, co zdaniem Flynna wynika z większej motywacji kobiet rozwiązujących test i nie odzwierciedla realnej różnicy w poziomie inteligencji. Na podstawie tych wyników Flynn sformułował tezę mówiącą, że średni iloraz inteligencji żeńskiej części populacji wzrastał szybciej niż w przypadku mężczyzn. Jedynie u ludzi pochodzenia żydowskiego stara różnica się zachowała. Niższe średnie wyniki testów na inteligencję kobiet z wcześniejszych okresów tłumaczy się zjawiskiem Matyldy. 
Z wnioskami Flynna sprzeczna jest opublikowana w tym samym roku analiza wyników pochodzących z badań przeprowadzonych w krajach niemieckojęzycznych w latach 1970-2000 przy użyciu testów IST-70 oraz IST-2000. Według tego badania wzrost średniego ilorazu inteligencji kobiet i mężczyzn był równy przez analizowany okres 30 lat. 

## Przyczyny
Efekt Flynna daje się wytłumaczyć w coraz to mniejszym stopniu przez inteligencję płynną, czyli ten komponent inteligencji, który uważa się za wrodzony. Oznacza to, że nie tylko zwiększa się ogólny poziom inteligencji ludzi, ale także że pewne zdolności specyficzne rosną szybciej niż inne oraz że zmiany te są różnie nasilone u różnych ludzi.
Ponieważ standardy mierzenia IQ zmieniają się z czasem, nie jest pewne, że efekt Flynna wyznacza ogólny trend wzrostu inteligencji. Jednak z całą pewnością oznacza on, że w ciągu XX wieku umysły ludzi się zmieniły. 
Większość naukowców jest zgodna, że za efekt Flynna odpowiada rozwój technologiczny i rewolucja przemysłowa oraz w dużym stopniu zmiany w systemie edukacji, zwłaszcza jej rozpowszechnienie. 
Badania Jonathana Wai i Marthy Putallaz opierające się na analizie wyników 1,7 mln testów przeprowadzonych w ciągu dwudziestu lat pośród jedenasto-, dwunasto- i trzynastolatków pokazały, że efekt Flynna widoczny jest także w grupie 5% najbardziej utalentowanych uczniów, dlatego nie można go usprawiedliwiać samą poprawą jakości edukacji. Badacze ci wyrazili przypuszczenie, jakoby rozpowszechnienie niektórych gier komputerowych miało duży wpływ na poprawę zdolności rozwiązywania pewnych problemów. 
Z kolei Rodgers zaproponował, jakoby za utrzymywanie się efektu Flynna odpowiadały cztery niezależne czynniki, lepsze odżywianie, rozpowszechnienie się edukacji, zmniejszenie się liczebności rodzeństwa i mające duży wpływ na swoje potomstwo lepiej wyedukowane matki.